# Šokol
Šokol je suhomesnati proizvod dobiven od mesa svinjske vratine, čiji začeci pripreme sežu u 17. stoljeće na području Nina i okolnih naselja.
Svaki je šokol drugačiji i ovisi o načinu obrade mesa, a bura koja puše u zimskim mjesecima jedan je od presudnih faktora za kvalitetu šokola.

## Priprema
Priprema se slično kao pršut: tri do sedam dana ostavlja se da leži u morskoj soli, zatim se stavlja u kuhano crno vino i na kraju se meso oblaže i »špikuje« začinima poput papra, klinčića i muškatnog oraščića. Pripremljeno se meso stavlja u ovitak i na poseban način veže užetom. Nakon toga dolazi do posljednje faze obrade – šokol se stavlja nekoliko dana na dim, a nakon dimljenja na buru.
Nakon nekoliko mjeseci sušenja u prozračnoj prostoriji šokol je spreman za konzumaciju.

## Vanjske poveznice
- (PDF) Ninski šokol